# Harold von Mickwitz
Harold von Mickwitz   (Hèlsinki, 22 de maig de 1859 - Hèlsinki, 12 de febrer de 1938) va ser un pianista i compositor nord-americà d'origen finlandès que havia estat el cap dels departaments de piano de conservatoris a Alemanya i els Estats Units.
Mickwitz va néixer a Hèlsinki i va estudiar música al Conservatori de Sant Petersburg des de 1870 fins a 1877, inicialment estudiant piano amb Louis Brassin i composició amb Nikolai Rimsky-Korsakov. Finalment va començar a estudiar piano amb Teodor Leszetycki, que el 1862 havia estat un dels fundadors del conservatori. En 1877, Leschetizky es va traslladar a Viena. Mickwitz el va seguir allí i va continuar estudiant amb ell durant tres anys més. En 1880, von Mickwitz va començar a fer concerts, principalment a Alemanya.

## Carrera
En 1886, va començar a ensenyar piano al Conservatori de Música de Karlsruhe i, de 1893 a 1895, va ensenyar piano al Conservatori de Música de Wiesbaden.
Von Mickwitz va emigrar als Estats Units des de Wiesbaden, arribant en vaixell des de Anvers, Bèlgica, el 19 d'agost de 1897. Aquest mateix any, va ser nomenat per encapçalar el recentment establert conservatori de música al "Kidd-Key College" de Sherman, Texas, on entre d'altres deixebles tingué a na Wynne Pyle. El 22 d'octubre de 1902, von Mickwitz es va convertir en un ciutadà dels Estats Units naturalitzat durant una cerimònia al Tribunal Federal a Sherman, Texas. De 1906 a 1908, va ser cap del departament de piano al Conservatori de Música Bush de Chicago. De 1912 a 1916, es va convertir de nou en cap del departament de piano al Conservatori Superior de Música de Bush de Chicago. De 1916 a 1918 va ser degà de música a la "Southern Methodist University". Va deixar SMU el 1918 per acceptar un lloc com a professor principal de piano a l'Institut d'Art Musical (Juilliard). El 1932 va ensenyar a Hèlsinki. En 1934, mentre era professor a Dallas, von Mickwitz va acceptar una oferta per tornar a "Kidd-Key College" per substituir a Frank Pettis Handy Pipes (1877-1933), que havia mort.
Von Mickwitz va morir, a l'edat de 78 anys, a la seva ciutat natal de Hèlsinki.
Entre els seus notables estudiants, va tenir a Elsie Barge a Chicago, Jeanette Tillett a Alemanya i al Col·legi Kidd-Key a Wynne Pyle i Turó Blanche Haynes.